# Чёрные ворота (Гатчина)
«Чёрные воро́та» — ворота в стене парка Сильвия в городе Гатчина Ленинградской области. Сооружение построено в конце XIX века.
Ворота выхода из парка Сильвия в сторону Егерской слободы. Объект создан в ходе строительства стены парка Сильвия вдоль Екатеринвердерского проспекта (сегодняшний Красноармейский проспект) в 1880-е годы.
Изначально ворота имели элемент — калитку, закрывались на решётчатые створки с государственной символикой; были украшены фонарями. Двуглавый орёл со створок ворот после революции был демонтирован. Фонари также со временем исчезли.
Впоследствии стена в нескольких местах (в том числе и у ворот) обваливалась. В результате ошибок при восстановлении в настоящее время ворота имеют несколько иную конструкцию.
Имеют место и ошибки в определении названий объектов Гатчинских парков. В частности, в издании «Гатчинский район и город Гатчина, туристская карта, ФГУП „Аэрогеодезия“, 2003, 2008» на плане города, масштаб 1:10 000, Чёрными воротами названы ворота Каскадские.